# ベルビュープレイス

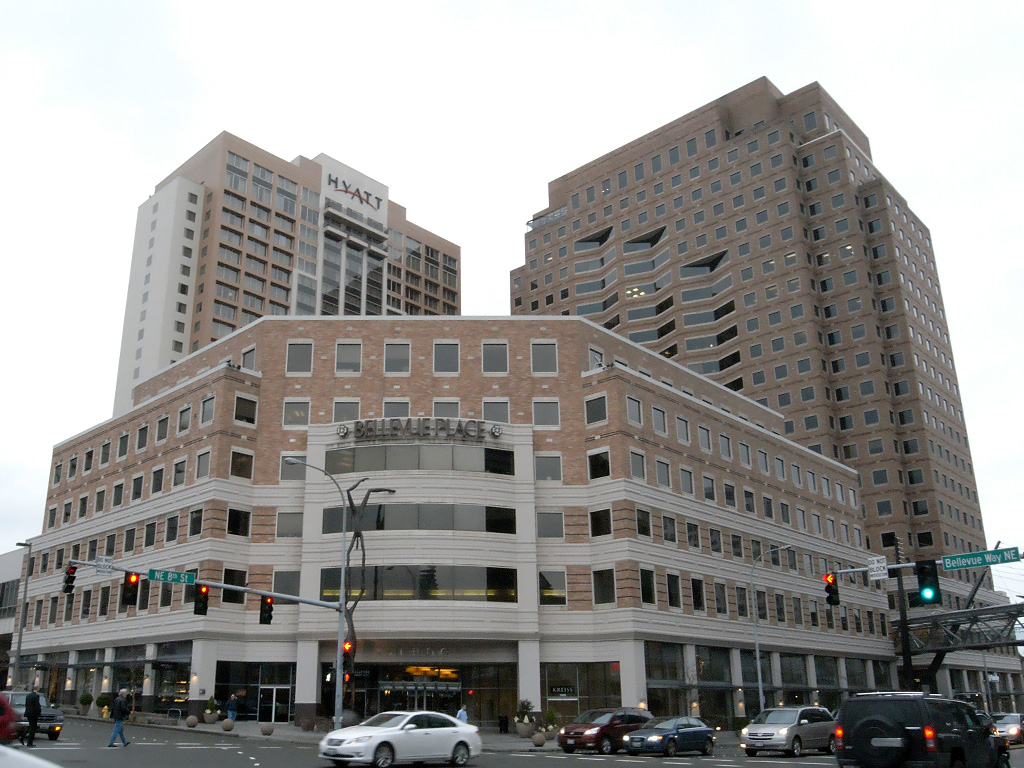
ベルビュープレイス

ベルビュープレイスはアメリカ合衆国のワシントン州、ベルビューにある複合商業施設。隣接するベルビュースクウェア、リンカーンスクウェアと合わせて施設全体をベルビューコレクションと呼ぶこともある。

## 概要
地元の開発業者であるKemper Freemanによって開発され、1989年に開業した。Kemperは将来的にベルビューには人々を魅了することが可能な高品質なオフィスが必要となると予測し、ノースウェスト地方で初の複合型施設として便利さと最先端の設備を兼ね備えた当施設を開発した。
733の客室と5,409平方メートルのホールや21,336平方メートルを超える展示会場を備えたハイアットリージェンシーホテルやオフィススペース、服飾店及び飲食店等で構成される。
約４万2千平方メートルのオフィス棟は金融関連、医療関連、テクノロジー関連等の様々な企業に使用されている。オフィス棟の最上階にあるピュージェット湾を見渡すことが可能なDaniel’s Broilerは、イーストサイドで1番の売り上げを誇るレストランである。
リンカーンスクウェアとはスカイブリッジと呼ばれる橋で接続されており、地上に出ることなく行き来が可能となっている。